# Hybolasius cristus
Hybolasius cristus es una especie de escarabajo longicornio del género Hybolasius, tribu Acanthocinini, subfamilia Lamiinae. Fue descrita científicamente por Fabricius en 1775.

## Descripción
Mide 4,5-8,5 milímetros de longitud.

## Distribución
Se distribuye por Nueva Zelanda.